# Luiz Silveira
Luiz Silveira foi um jornalista, advogado, escritor, diplomata, militar, parlamentar e professor brasileiro. Colaborou com os jornais Correio Paulistano, O Estado de S. Paulo, A Gazeta, A Gazeta Esportiva. Como militar, lutou na Revolução de 1893 e na Revolução Constitucionalista de 1932, esta última na patente de Capitão.

## Biografia
Filho do pequeno comerciante português Joaquim Antonio Alves da Silveira e de sua esposa Maria da Paixão.Segundo seu depoimento para a reportagem de A Gazeta (op.cit 2),nasceu aos 25 de julho de 1877, em Torrinha, pequena cidade do centro do Estado de São Paulo.
Começou a trabalhar, aos 12 (doze) anos, como ferroviário, na função de aprendiz de telegrafista, da Estação Santa Maria, hoje Torrinha, da Companhia Paulista de Estradas de Ferro. Acumulava funções com a de agente de Correio. Mudou-se aos 14 anos, para São Paulo junto com sua família, onde estudou no Colégio De La Mare. Aos 16 anos começou a trabalhar como jornalista, na função de conferente de revisão do jornal Correio Paulistano, no qual chegou a Diretor.
Lecionou Geografia, História do Brasil e Noções de Economia Política e Direito Comercial no Colégio Anglo Brasileiro, no local onde, hoje, o Colégio São Luís, na Avenida Paulista. Estudou na Escola Politécnica da USP, mas, em 1896, optou pela carreira jurídica e, em 1903, graduou-se em Direito na atual Faculdade de Direito da USP, no Largo de São Francisco, em São Paulo(op.cit 2 e 8).
Quando repórter, participou da cobertura jornalística da Revolução de 6 de setembro de 1893, do Batalhão Acadêmico, tropa paulista composta por estudantes das Faculdades de Direito e Politécnica que remetido ao Rio de Janeiro para lutar a favor do Governo Floriano Peixoto, esta força foi acomodada no Palácio do Itamaraty(op.cit 2).
Prestou concurso para funcionário público estadual, e chegou a exercer vários cargos de confiança, inclusive no exterior, viajando para a Argentina, Chile, Uruguai e todo o sul do Brasil. Escreveu e publicou obras sobre o educação, direito, saneamento e política(op.cit 2).
Participou, em 1918, como Adido Técnico, da delegação brasileira representante dos interesses brasileiros na Conferência Internacional de Paz, que resultou no Tratado de Versailles, quando foram indenizadas a apreensão de 1.200.000 (um milhão e duzentas mil) sacas de café, que haviam sido sequestradas pela Alemanha. Após voltar ao Brasil, regressou para a Europa e reabriu o Comissariado Geral do Estado de São Paulo, em Bruxelas, o qual havia sido fechado durante a Primeira Grande Guerra, quando Altino Arantes era governador.
Retorna ao Brasil em 1922, quando tenta dar aulas como professor substituto na Faculdade de Direito do Largo de São Francisco, ao que se saiba sem sucesso. A Ata da congregação existe, mas está ilegível e não foi digitalizada, nem tampouco pode ser escaneada.
Em 1923  foi trabalhar na Secretaria da Agricultura paulista incumbido da reforma tributária rural, e após da reestruturação da Secretaria agrícola mineira.(op.cit 2).
 Foi eleito deputado estadual com vaga na Assembleia Legislativa de São Paulo em 1928, na 14a. legislatura paulista, com 2006 votos, do segundo subdstrito Consolação, na legenda do PRP, Partido Republicano Paulista, que foi dissolvido pela Revolução de 30. Por motivos de saúde, não chegou a tomar posse e retornou ao cargo de Diretor Geral da Secretaria da Agricultura e Viação do Estado de São Paulo (op.cit 2).
Tomou parte na Revolução Constitucionalista de 1932, tendo sido capitão intendente (op.cit 2). Foi aposentado em 1934 com elogios do interventor federal e governador Armando Salles de Oliveira(op.cit 2).
A partir de 1934, residiu por um curto período na Tv. Agrense, em Copacabana no Rio de Janeiro, quando requereu a expedição do seu diploma para o diretor da Faculdade de Direito do Largo de São Francisco da USP., desde então e até 1959 foi professor e segundo diretor da Escola de Jornalismo Cásper Líbero.(op. cit.3 e 8).

## Relações de amizade e familiares
Foi amigo e colaborador de Altino Arantes, Cásper Líbero, Júlio de Mesquita, Pedro de Toledo, Silveira Peixoto e Paulo Bonfim(op. cit. 2 e 3). Este último citou uma frase sua: “ -Quando você tiver alguma angústia, vá até a praia e ouça os conselhos do mar.”(Op.cit 3).
Casou-se, em segundas núpcias, com registro no Livro de Casamento de Brasileiros, número 2, folha 131, do Consulado Geral do Brasil em Paris, (op. cit. 4)aos 6 de outubro de 1919, com Sylvia Magdaleine Paisley Francisca Leckie Silveira, com quem teve três filhos naturais, dois dos quais faleceram em acidentes, o primeiro ao cair de janela em Bruxelas e o segundo, Silvio, no dia 13/3/1932,
 quando a lancha, movida a gasolina, em que a família passeava, naufragou no Rio Tietê, em São Paulo, quando Luiz Silveira ficou gravemente ferido (op. cit 1.). Sobreviveram Stella e Silvio Luiz (adotivo). A primeira lhe deu seis netos,um dos quais tomou seu nome Luis Silveira Cruz, ou Gugu, que é ator, músico e produtor acústico, no Rio de Janeiro, nove bisnetos uma das quais Anna Bernardes também é jornalista,em Brasília e uma trineta, computados em 2012. Sogro de Benjamin Eurico Cruz. Cunhado de Hélio Lobo. (op.cit 1 e 2).
Faleceu aos  11 de junho 1959, também vítima de acidente de trânsito, quando se deslocava ao trabalho. Foi atropelado, próximo na Avenida 9 de Julho, na sua rotina de ir lecionar, na Escola de Jornalismo Cásper Líbero(op.cit 2). Foi socorrido e passou quase um mês internado no Hospital das Clínicas da USP, onde veio a óbito. Está sepultado no Cemitério da Consolação, quadra 27, terreno 2. (op. cit. 6)

## Homenagens
Foi agraciado, pelo Presidente JK com a Ordem Nacional do Mérito, por proposta do Deputado Ulisses Guimarães e do Ministro Macedo Soares(op.cit 1).
Em sua homenagem foram nomeados ao menos dois logradouros públicos paulistas:
o primeiro próximo à Estação da Luz, em São Paulo, catalogada no Código de Endereçamento Postal como:
1. [3] na cidade de São Paulo- sob o número: 01031-020- Luiz Silveira, Doutor, Centro (op. ci. 4);
2. o último próximo ao atual Fórum, na cidade de Sorocaba-SP,sob o número: 18086-270- Luiz Silveira, Jardim do Paço (op. cit. 5).

## Obras
- Pareceres, ano:1914,Secretaria de Agricultura do Estado, São Paulo.[4]
- Educação Familiar, editora:Revista dos Tribunais, ano: 1933, Pedagogia, São Paulo.
- Histórico Do Saneamento De Santos, editora:Instituto de Engenharia, ano: 1946, História da Engenharia/Saneamento in Engenharia, Ano IV Vol. IV Nº 45; São Paulo.
- Imposto Territorial Nas Repúblicas do Prata - 2º Edição, Direito Tributário, editora: O Estado de S. Paulo, ano: 1916, São Paulo.
- Rodrigues Alves o Estadista Perfeito, ano: 1949, Biografia, editora: Gráfica da Prefeitura Municipal de São Paulo,

São Paulo.